# Stanley Tucci
Pour les articles homonymes, voir Tucci.
Stanley Tucci est un acteur, réalisateur, producteur et scénariste américain, né le 11 novembre 1960 à Peekskill (État de New York).
Il commence sa carrière, au cinéma et à la télévision, dans les années 1980.
La décennie suivante, il s'impose par de nombreux rôles secondaires (Beethoven (1992), L'Affaire Pélican (1993), Mrs Parker et le Cercle vicieux (1994), Kiss of Death (1995) et d'autres). Il est à l'affiche de la série judiciaire Murder One (1995-1996). Il se fait connaître aussi en tant que réalisateur avec les comédies dramatique À table (1996) et Les Imposteurs (1998).
Les années 2000 sont notamment marquées par la sortie de ses autres réalisations, le drame Joe Gould's Secret (2002) et la romance Blind Date (2007). Mais surtout par sa participation à la série Monk (2002) qui lui vaut le Primetime Emmy Award du meilleur acteur invité dans une série télévisée dramatique. Sa prestation dans le téléfilm Conspiration (2001) lui permet de remporter le Golden Globe du meilleur acteur dans une minisérie ou un téléfilm.
Après une incursion remarquée au théâtre qui lui vaut le Tony Award du meilleur acteur dans une pièce, il connaît un large succès en secondant Meryl Streep dans la comédie à succès Le diable s'habille en Prada (2006) et en jouant dans la série médicale Urgences (2007-2008).
Il confirme les années suivantes, notamment par son interprétation dans Lovely Bones (qui lui permet d'obtenir une nomination pour l'Oscar du meilleur acteur dans un second rôle) mais aussi avec le drame Margin Call (2011), la série de films à succès Hunger Games (2012-2013-2014-2015), les blockbusters Transformers : L'Âge de l'extinction (2014), Transformers: The Last Knight (2017) et La Belle et la Bête (2017).
Il reste cependant fidèle à un cinéma plus modeste avec des longs métrages tels que Les Jardins du roi (2014), Spotlight (2015), My Lady (2017). Son film Alberto Giacometti, The Final Portrait est présenté à la Berlinale 2017. Puis il participe à la minisérie Feud (2017) de Ryan Murphy et joue dans The Silence (2019) et Conclave (2024)

## Biographie

### Jeunesse et formation
D'origine italienne (Calabre), ses parents sont Jeanne Tropiano, une secrétaire et romancière et Stanley Tucci (Senior), un professeur d'art à la Horace Greeley High School à Chappaqua, New York.
Il est l'aîné de trois enfants, parmi lesquels l'actrice Christine Tucci, et compte comme cousin le scénariste Joseph Tropiano. Tucci a grandi à Katonah, non loin de son lieu de naissance, mais au cours des années 1970, la famille a également passé un an à Florence, en Italie. Il a étudié à la John Jay High School, obtenant son diplôme en 1982,.

### Carrière

#### Débuts, seconds rôles, réalisation et révélation
L'actrice Colleen Dewhurst, qui connaissait la mère de Tucci, s'est arrangée pour que le jeune homme et son fils l'acteur Campbell Scott jouent un petit rôle en tant que soldats dans une pièce à Broadway, le 30 septembre 1982.
Sa carrière démarre réellement avec le film de John Huston, L'Honneur des Prizzi (1985) avec Jack Nicholson. S'il joue ensuite le rôle d'un médecin dans Incidents de parcours (1988) de George Andrew Romero, c'est dans L'Affaire Pélican (1993), où il interprète un tueur, et Kiss of Death (1995), où il incarne un procureur malhonnête, qu'il se fait remarquer.
Habitué des seconds rôles, il donne la réplique à Madonna dans Who's That Girl (1987), joue dans le familial Beethoven (1992) mais aussi la comédie romantique portée par Alec Baldwin et Meg Ryan Le Baiser empoisonné (1992). Il s'ensuit le policier L'Œil public (1992) avec Joe Pesci et Barbara Hershey, la comédie Pas de vacances pour les Blues (1993) dans laquelle il donne la réplique à Kathleen Turner et Dennis Quaid, le drame au casting choral d'Alan Rudolph, Mrs Parker et le Cercle vicieux (1994), vient ensuite la romance Milliardaire malgré lui (1994) menée par Nicolas Cage et Bridget Fonda ainsi que le drame Somebody to Love (1994) d'Alexandre Rockwell avec Rosie Perez et Harvey Keitel.
L'acteur se fait aussi connaître, en tant que réalisateur. Sa première réalisation, la comédie dramatique À table (1996), dans laquelle il occupe le rôle principal, raconte les déboires de deux frères italiens voulant sauver leur restaurant de la faillite. Un premier essai salué, il reçoit les éloges de la critiques et une vague de nominations et récompenses. Coréalisé avec Campbell Scott, il enfile aussi la casquette de producteur et de scénariste. Le film est présenté au Festival du film de Sundance.
Deux ans plus tard, il présente la comédie dramatique Les Imposteurs (1998), en compétition au Festival de Cannes 1998 dans la catégorie Un certain regard et dans laquelle il s'octroie le premier rôle aux côtés d'Oliver Platt.
Entre-temps, il poursuit en tant qu'acteur avec En route vers Manhattan (1996) de Greg Mottola, il est dirigé par Woody Allen dans Harry dans tous ses états (1997), puis Danny Boyle pour Une vie moins ordinaire (1997) et apparaît dans Le Songe d'une nuit d'été (1999).

#### Reconnaissance critique
En 2000, il présente son troisième long métrage, dont la sortie se fait plus discrète que les deux précédents, tout en étant adoubé par la profession : le drame Joe Gould's Secret (2002), basé sur la véritable amitié entre un journaliste et un vagabond dans les années 1940 et 1950. Il y dirige les acteurs Ian Holm, Hope Davis et Sarah Hyland.
Tout en maintenant une carrière prolifique au cinéma, il reçoit des éloges pour son travail à la télévision. Il remporte notamment un Primetime Emmy Awards et un Golden Globes pour son rôle dans le téléfilm Winchell (1998) de Paul Mazursky, mais aussi un Primetime Emmy Award du meilleur acteur invité dans une série télévisée comique pour sa participation à la série Monk (2002), et enfin le Golden Globe du meilleur acteur dans une minisérie ou un téléfilm pour le téléfilm HBO, Conspiration (2001).
Il complète son palmarès par des seconds rôles, toujours très sollicité et tourne pour des productions importantes comme Couple de stars (2001), et deux films aux côtés de Tom Hanks, Les Sentiers de la perdition (2002) de Sam Mendes, Le Terminal (2004) de Steven Spielberg. Il incarne aussi Stanley Kubrick pour les besoins de Moi, Peter Sellers (2004).

Durant cette période, le comédien fait un retour remarqué au théâtre, en jouant le premier rôle de la pièce Frankie and Johnny in the Clair de Lune qui lui vaut une proposition pour le Tony Award du meilleur acteur dans une pièce. 

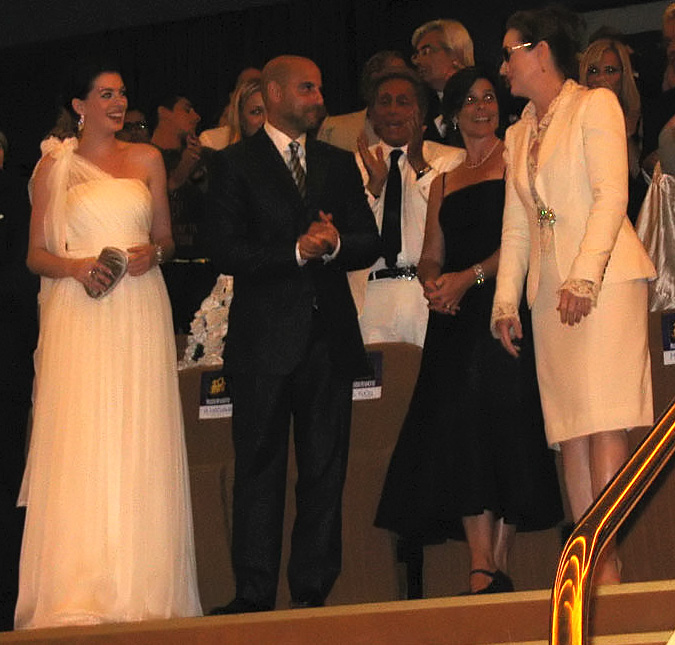
Avec Anne Hathaway et Meryl Streep lors de la présentation du film Le diable s'habille en Prada, à Venise, en 2006.

L'année 2006 est chargée pour l'acteur : au cinéma, il est le fidèle associé de Meryl Streep dans le large succès public Le Diable s'habille en Prada, mais c'est surtout à la télévision qu'il est présent en tant que guest star dans la série télévisée médicale populaire Urgences, interprétant durant quelques épisodes le Dr Kevin Moretti. Il réalise aussi une performance remarquée dans le film policier Slevin (2006) de Paul McGuigan.
En 2007, sort son quatrième film en tant que réalisateur avec la romance Blind Date dans laquelle il joue aux côtés de Patricia Clarkson, Thijs Römer et dirige pour l'occasion, à nouveau, la jeune Sarah Hyland.
Il retrouve Meryl Streep en 2009 à l'affiche de Julie & Julia, un film biographique consacré à Julia Child. Avant cela, il pratique le doublage pour deux films d'animations : Les Chimpanzés de l'espace et La Légende de Despereaux, tous deux sortis en 2008.

#### Confirmation

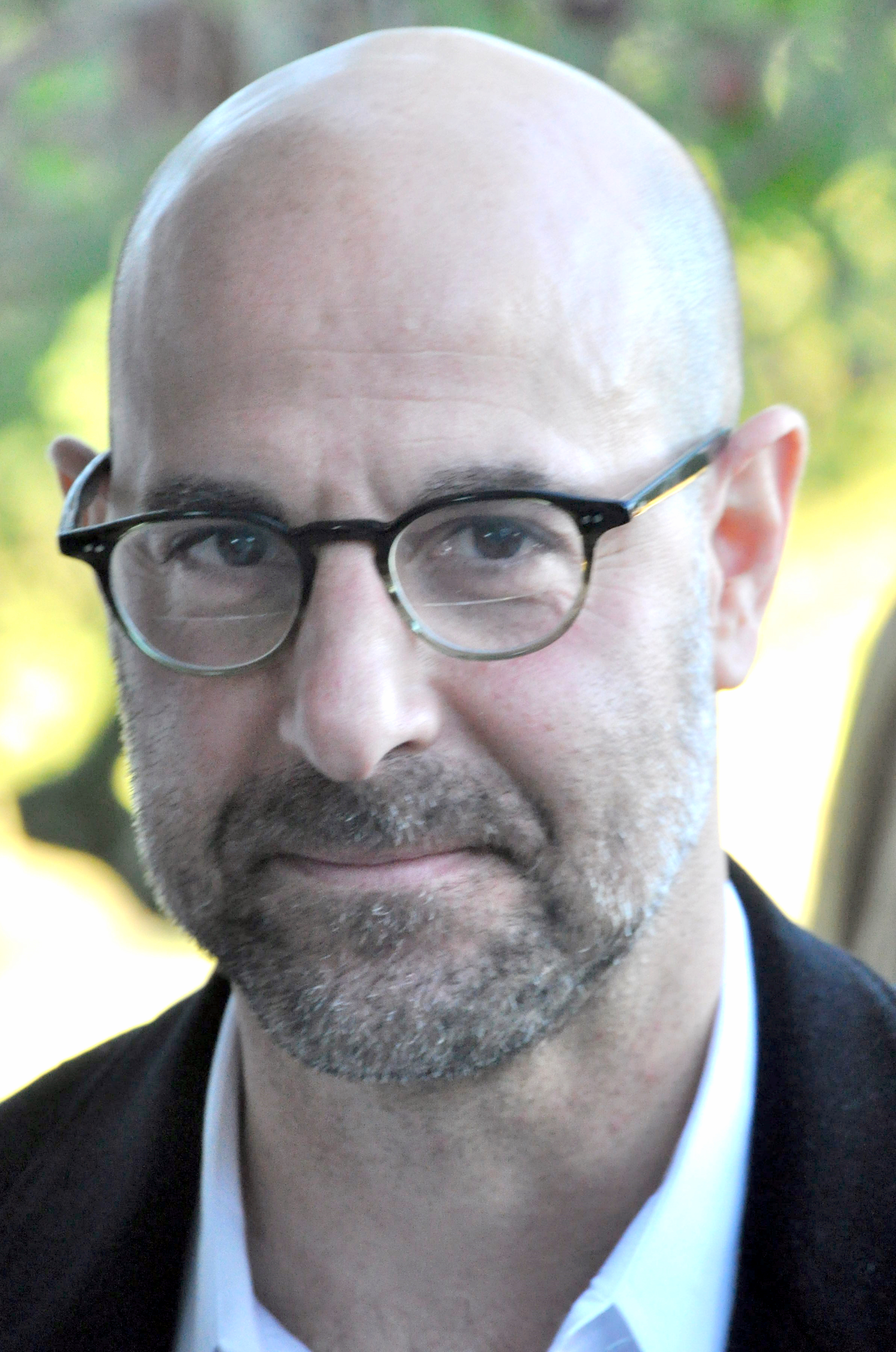
Au Festival international du film des Hamptons 2010.

Sa prestation dans Lovely Bones (2010), où il incarne l'assassin de la petite Susie, lui vaut une nomination aux Oscars dans la catégorie Meilleur acteur dans un second rôle. Il est aussi proposé aux BAFTA Awards et aux Golden Globes dans la même catégorie. La même année, il joue aux côtés de Cher et Christina Aguilera dans la comédie musicale Burlesque et il est le père d'Emma Stone dans la comédie Easy Girl.
En 2011, c'est avec le drame de J. C. Chandor, Margin Call, qui évoque, sur une période de 36 heures, le déclenchement de la crise financière de 2008, qu'il connaît un nouveau succès critique. Cette année-là, l'acteur incarne celui qui recrute Chris Evans pour en faire Captain America dans Captain America: First Avenger (2011). Dès lors, l'acteur tourne dans un nombre important de blockbusters.
En mars 2012 sort l'adaptation du roman de Suzanne Collins, Hunger Games, où il tient le rôle du présentateur de l'émission, Caesar Flickerman. Il restera fidèle à ce personnage, à la suite du large succès rencontré par cette série de films, à travers le monde, pour les prochains volets : Hunger Games : L'Embrasement (2013), Hunger Games : La Révolte, partie 1 (2014) et Hunger Games : La Révolte, partie 2 (2015).
Il continue d'être à l'affiche de longs métrages aux genres variés : la comédie Gambit : Arnaque à l'anglaise, sortie en 2012 avec Colin Firth, Cameron Diaz et Alan Rickman. il s'agit d'un remake de Un hold-up extraordinaire (1966) de Ronald Neame. Le blockbuster d'aventure fantastique Jack le chasseur de géants de Bryan Singer et le drame biographique, présenté en ouverture du Festival international du film de Toronto 2013, Le Cinquième Pouvoir qui revient sur l'histoire du site Internet WikiLeaks.
Il s'illustre aussi dans le rôle de Dionysos pour Percy Jackson : La Mer des monstres (2013) et il est, en 2014, la voix de Léonard de Vinci dans le film d'animation M. Peabody et Sherman : Les Voyages dans le temps de Rob Minkoff. La même année, il obtient également un des rôles principaux dans Transformers : L'Âge de l'extinction, celui de Joshua Joyce. Il s'agit de l'avant dernier épisode de la saga dantesque. Un rôle que l'acteur est amené à reprendre pour Transformers: The Last Knight, qui sort en 2017.
Cependant, l'acteur reste aussi fidèle aux œuvres plus modestes telles que Les Jardins du roi (2014) réalisé par son ami Alan Rickman, l'oscarisé Spotlight (2015) de Tom McCarthy et il est le compagnon de Emma Thompson dans My Lady (2017).
En 2016, c'est la quatrième fois que l'acteur se rend au Festival du cinéma américain de Deauville. Cette année-là, il est à l'honneur lors d'une soirée hommage et l'inauguration de sa cabine. Il y vient aussi pour présenter son nouveau film dont il est à l'origine du scénario, Alberto Giacometti, The Final Portrait dans lequel il dirige les françaises Sylvie Testud et Clémence Poésy. Il s'agit d'un film biographique sur le peintre et sculpteur suisse Alberto Giacometti. Cette production est notamment présentée lors de la Berlinale 2017.

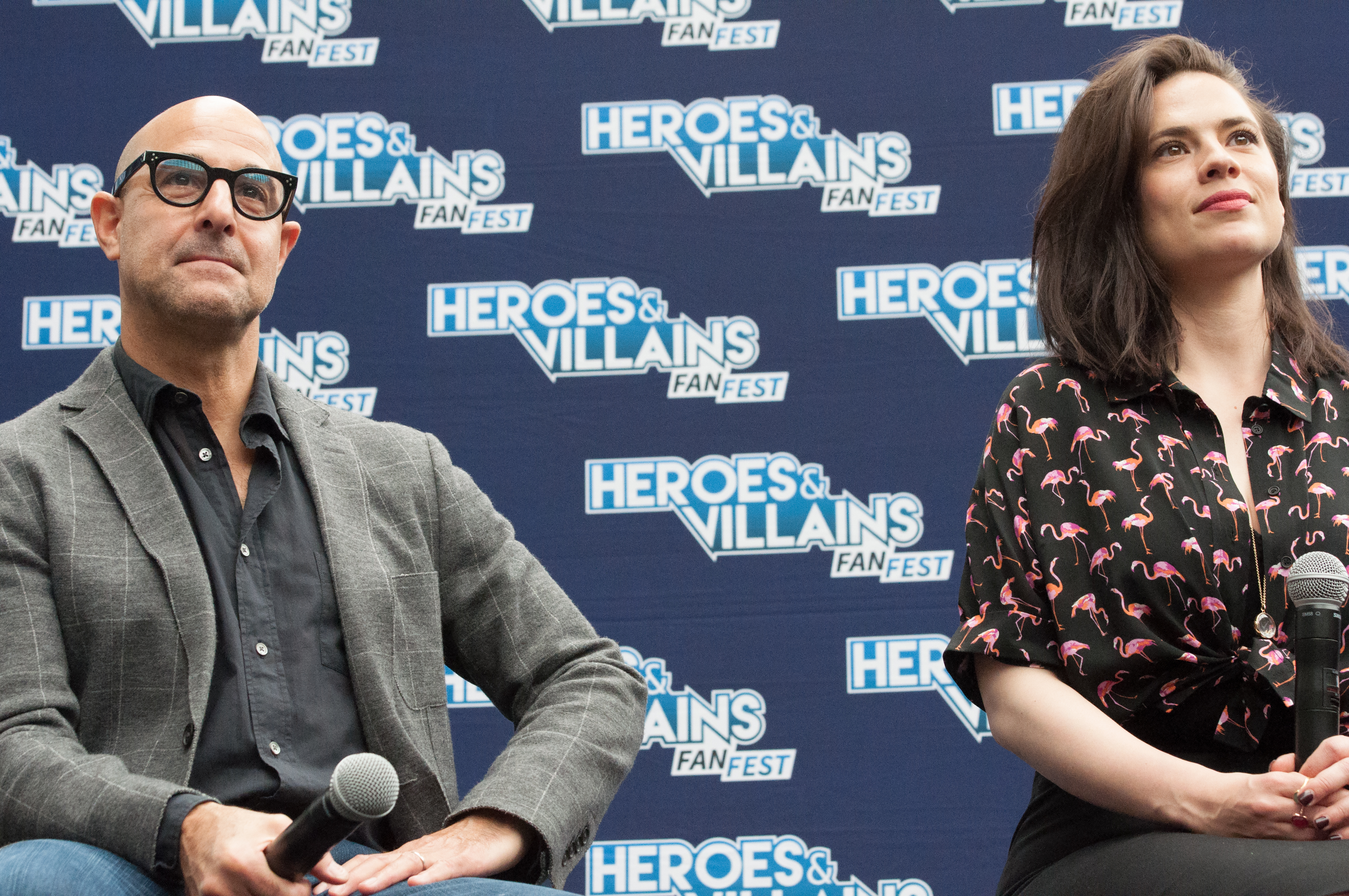
Lors de la convention Heroes & Villains FanFest 2017.

Cette même année, il obtient le rôle de Maestro Cadenza dans le blockbuster La Belle et la Bête. Il s'agit de l'adaptation en prise de vue réelle du classique d'animation des studios Disney, La Belle et la Bête, sorti en 1991. Le film est un succès colossal lors de sa sortie en salles, réussissant à dépasser le milliard de recettes au box office,, ce qui en fait le film musical le plus lucratif de tous les temps.
Côté télévision, il participe à la minisérie plébiscitée, Feud de Ryan Murphy, donnant la réplique à Jessica Lange et Susan Sarandon afin d'interpréter le producteur Jack Warner, président de la Warner Bros.
En 2019, aux côtés de Kiernan Shipka et Miranda Otto, il est le premier rôle masculin du thriller post-apocalyptique The Silence réalisé par John R. Leonetti, distribué par la plateforme Netflix,,. La même année, il défend la minisérie de Facebook Watch, Lifetown, aux côtés de Jessica Biel.
En 2020, il rejoint la large distribution réunie pour le prequel de Kingsman : Services secrets, sorti en 2015, Kingsman: The Great Game aux côtés d'Harris Dickinson, Aaron Taylor-Johnson, Matthew Goode, Charles Dance, Ralph Fiennes et Gemma Arterton.

### Vie privée
Il est le père de trois enfants issus de son précédent mariage avec Kathryn Tucci, décédée d'un cancer en 2009. Le couple a d'abord des jumeaux, Nicolo Robert et Isabel Concetta, nés le 21 janvier 2000 à Manhattan, puis, une fille, Camilla Tucci, née en 2002.
Il se fiance à Felicity Blunt, la sœur d'Emily Blunt, en novembre 2011, à Berlin. Le couple s'est rencontré en 2006 durant le tournage du Diable s'habille en Prada mais ne se met ensemble qu'à partir de 2010, à la suite du mariage d'Emily Blunt et de John Krasinski. Ils se marient, en secret, en août 2012. Ils renouvellent leurs vœux à Londres, en septembre 2012, en présence du couple Krasinski/Blunt, Meryl Streep, Steve Buscemi, Colin Firth et Ewan McGregor. Ils accueillent leur premier enfant, le 25 janvier 2015, un garçon, Mateo, puis le second, une fille, Emilia Giovanna, le 19 avril 2018.
Lors de la campagne pour l'élection présidentielle américaine de 2016, il soutient Hillary Clinton.

## Théâtre
Sauf indication contraire ou complémentaire, les informations mentionnées dans cette section proviennent de la base de données IBDb.

### En tant que comédien
- 1982 : The Queen and the Rebels de Waris Hussein : un soldat
- 1983 : The Misanthrope de Stephen Porter : Dubois / Alceste
- 1983 : Brighton Beach Memoirs de Gene Saks
- 1985 : The Iceman Cometh de José Quintero : Rocky Pioggi / Don Parritt
- 1986 : Execution of Justice de Emily Mann : Edward Erdelatz / Sullivan
- 2002 - 2003 : Frankie and Johnny in the Clair de Lune de Terrence McNally : Johnny

### En tant que metteur en scène
- 2010 : Lend Me a Tenor de Ken Ludwig (en)

## Filmographie

### Cinéma

#### Longs métrages

##### Années 1980
- 1985 : L'Honneur des Prizzi (Prizzi's Honor) de John Huston : Un soldat
- 1987 : Who's That Girl de James Foley : Le second ouvrier
- 1988 : Incidents de parcours (Monkey Shines) de George Andrew Romero : Dr John Wiseman
- 1989 : Esclaves de New York (Slaves of New York) de James Ivory : Darryl
- 1989 : The Feud de Bill D'Elia : Harvey Yelton
- 1989 : Fear, Anxiety & Depression de Todd Solondz : Donny

##### Années 1990
- 1990 : Hold-up à New-York de Howard Franklin et Bill Murray : Johnny
- 1991 : Billy Bathgate de Robert Benton : Lucky Luciano
- 1991 : Men of Respect de William Reilly : Mal
- 1992 : In the Soup d'Alexandre Rockwell : Grégoire
- 1992 : Beethoven de Brian Levant : Vernon
- 1992 : Le Baiser empoisonné (Prelude to a Kiss) de Norman René : Taylor
- 1992 : L'Œil public (The Public Eye) de Howard Franklin : Sal
- 1993 : Pas de vacances pour les Blues (Undercover Blues) de Herbert Ross : Muerte (alias Morty)
- 1993 : L'Affaire Pélican (The Pelican Brief) de Alan J. Pakula : Khamel
- 1994 : Mrs. Parker et le Cercle vicieux (Mrs. Parker and the Vicious Circle) d'Alan Rudolph : Fred Hunter
- 1994 : Milliardaire malgré lui (It Could Happen to You) d'Andrew Bergman : Eddie Biasi
- 1994 : Somebody to Love d'Alexandre Rockwell : George
- 1995 : Jury Duty de John Fortenberry : Frank
- 1995 : Kiss of Death de Barbet Schroeder : Frank Zioli
- 1995 : Sex & the Other Man de Karl Slovin : Arthur
- 1995 : A Modern Affair (en) de Vern Oakley : Peter Kessler
- 1996 : À table de Campbell Scott et lui-même : Secondo
- 1996 : En route vers Manhattan (The Daytrippers) de Greg Mottola : Louis D'Amico
- 1997 : Harry dans tous ses états (Deconstructing Harry) de Woody Allen : Paul Epstein
- 1997 : L'Alarmiste de Evan Dunsky : Heinrich Grigoris
- 1997 : Une vie moins ordinaire (A Life Less Ordinary) de Danny Boyle : Elliot Zweikel
- 1998 : The Eighteenth Angel de William Bindley : Todd Stanton
- 1998 : Montana de Jennifer Leitzes : Nicholas Roth (Nick)
- 1998 : Les Imposteurs (The Impostors) de lui-même : Arthur
- 1999 : Le Songe d'une nuit d'été (A Midsummer Night's Dream) de Michael Hoffman : Puck (Robin Goodfellow)
- 1999 : Gangsta Cop (In Too Deep) de Michael Rymer : Preston D'Ambrosio

##### Années 2000
- 2000 : Joe Gould's Secret de lui-même : Joe Mitchell
- 2001 : Rencontres à Manhattan (Sidewalks of New York) d'Edward Burns : Griffin Ritso
- 2001 : Couple de stars (America's Sweethearts) de Joe Roth : Dave Kingman
- 2001 : The Whole Shebang de George Zaloom : Giovanni Bazinni
- 2002 : Big Trouble de Barry Sonnenfeld : Arthur Herk
- 2002 : Les Sentiers de la perdition (Road to Perdition) de Sam Mendes : Frank Nitti
- 2002 : Coup de foudre à Manhattan (Maid in Manhattan) de Wayne Wang : Jerry Siegel
- 2003 : Fusion (The Core) de Jon Amiel : Dr Conrad Zimsky
- 2003 : Le Pilote (Spin) de James Redford : Frank Haley
- 2004 : Moi, Peter Sellers (The Life and Death of Peter Sellers) de Stephen Hopkins : Stanley Kubrick
- 2004 : Le Terminal (The Terminal) de Steven Spielberg : Frank Dixon
- 2004 : Shall We Dance? (Shall We Dance) de Peter Chelsom : Link
- 2005 : Robots de Chris Wedge et Carlos Saldanha : Herb Copperbottom (voix)
- 2006 : Slevin (Lucky Number Slevin) de Paul McGuigan : Inspecteur Brikowski
- 2006 : Le Diable s'habille en Prada (The Devil Wears Prada) de David Frankel : Nigel
- 2006 : Faussaire (The Hoax) de Lasse Hallström : Shelton Fisher
- 2007 : Four Last Songs de Francesca Joseph : Larry
- 2007 : Blind Date de lui-même : Don
- 2008 : Panique à Hollywood (What Just Happened?) de Barry Levinson : Scott Solomon
- 2008 : Swing Vote : La Voix du cœur (Swing Vote) de Joshua Michael Stern : Martin Fox
- 2008 : Kit Kittredge, journaliste en herbe (Kit Kittredge: An American Girl) de Patricia Rozema : Jefferson Berk
- 2008 : Les Chimpanzés de l'espace (Space Chimps) de Kirk de Micco : Le sénateur (voix)
- 2008 : La Légende de Despereaux (The Tale of Despereaux) de Sam Fell et Robert Stevenhagen : Boldo (voix)
- 2009 : Julie et Julia (Julie and Julia) de Nora Ephron : Paul Child
- 2009 : Lovely Bones (The Lovely Bones) de Peter Jackson : Mr Harvey

##### Années 2010
- 2010 : Easy Girl de Will Gluck : Dill Penderghast
- 2010 : Burlesque de Steve Antin : Sean
- 2010 : Les Chimpanzés de l'espace 2 (Space Chimps 2: Zartog Strikes Back) de John H. Williams : Le sénateur (voix)
- 2011 : Captain America: First Avenger (Captain America: The First Avenger) de Joe Johnston : Dr Abraham Erskine
- 2011 : Margin Call de J. C. Chandor : Eric Dale
- 2012 : Hunger Games (The Hunger Games) de Gary Ross : Caesar Flickerman
- 2013 : Sous surveillance (The Company You Keep) de Robert Redford : Ray Fuller
- 2013 : Gambit : Arnaque à l'anglaise (Gambit) de Michael Hoffman : Zaidenweber
- 2013 : Jack le chasseur de géants (Jack the Giant Killer) de Bryan Singer : Roderick, le conseiller du Roi
- 2013 : Le vent se lève (Kaze tachinu) d'Hayao Miyazaki : Caproni (voix anglaise)
- 2013 : Percy Jackson : La Mer des monstres (Percy Jackson: Sea of Monsters) de Thor Freudenthal : Dionysos[20]
- 2013 : Le Cinquième Pouvoir (Fifth Estate) de Bill Condon : James Boswell
- 2013 : Hunger Games : L'Embrasement (The Hunger Games: Catching Fire) de Francis Lawrence : Caesar Flickerman
- 2013 : Some Velvet Morning (en) de Neil LaBute : Fred
- 2014 : M. Peabody et Sherman : Les Voyages dans le temps (Mr. Peabody and Sherman) de Rob Minkoff : Léonard de Vinci (voix)
- 2014 : Opération Muppets (Muppets Most Wanted) de James Bobin : Ivan
- 2014 : Transformers : L'Âge de l'extinction (Transformers: Age of extinction) de Michael Bay : Joshua Joyce
- 2014 : Les Jardins du Roi d'Alan Rickman : Philippe d'Orléans
- 2014 : Hunger Games : La Révolte, partie 1 (The Hunger Games: Mokingjay, Part One) de Francis Lawrence : Ceasar Flickerman
- 2015 : Joker (Wild Card) de Simon West : Baby
- 2015 : Spotlight de Thomas McCarthy : Mitchell « Mitch » Garabedian (en)
- 2015 : Hunger Games : La Révolte, partie 2 (The Hunger Games: Mokingjay, Part Two) de Francis Lawrence : Ceasar Flickerman
- 2017 : La Belle et la Bête (Beauty and the Beast) de Bill Condon : Maestro Cadenza
- 2017 : Transformers: The Last Knight de Michael Bay : Merlin
- 2017 : My Lady (The Children Act) de Richard Eyre : Jack Maye
- 2017 : Submission de Richard Levine : Ted Swenson
- 2018 : Le Dog Show (Show Dogs de Raja Gosnell : Philippe (voix)
- 2018 : Private War (A Private War)  de Matthew Heineman : Tony Shaw
- 2018 : Patient Zero de Stefan Ruzowitzky : Le professeur
- 2018 : Nomis (Night Hunter) de David Raymond : Commissaire Harper
- 2019 : The Silence de John R. Leonetti : Hugh Andrews

##### Années 2020
- 2020 : Sacrées Sorcières (The Witches) de Robert Zemeckis : Mr Stringer
- 2021 : Jolt de Tanya Wexler : Dr Munchin
- 2021 : Supernova d'Harry Macqueen : Tusker Mulliner
- 2021 : The King's Man : Première mission (The King's Man) : L'ambassadeur des États-Unis / Bedivere
- 2021 : À quel prix ? (Worth) de Sara Colangelo : Charles Wolf
- 2022 : I Wanna Dance with Somebody de Kasi Lemmons : Clive Davis
- 2024 : Conclave d'Edward Berger : Cardinal Bellini
- 2025 : The Electric State d'Anthony et Joe Russo : Ethan Skate
- 2025 : Fountain of Youth de Guy Ritchie

#### Courts métrages
- 1995 : Lulu Askew de Lynn K. D'Angona : Tom
- 2011 : Beastie Boys: Fight for Your Right Revisited d'Adam Yauch : Le père
- 2012 : I'm Fast! de Galen Fott : Un train (voix)
- 2013 : Blackout de Melissa Ellard, Paul Gagne et David Trexler : Le narrateur (voix)

### Télévision

#### Séries télévisées
- 1986 - 1988: Deux Flics à Miami (Miami Vice) : Steven Demarco / Frank Mosca
- 1987 : Les Incorruptibles de Chicago (Crime Story) : Zack Lowman
- 1988 : Equalizer (The Equalizer) : Philip Wingate
- 1988 : The Street (en) : Arthur Scolari
- 1988 : Un flic dans la mafia (Wiseguy) : Rick Pinzolo
- 1989 - 1990 : Nos plus belles années (Thirtysomething) : Karl Draconis
- 1990 : Lifestories : Art Conforti
- 1991 : Equal Justice : Détective Frank Mirelli
- 1995 - 1996 : Murder One : Richard Cross
- 2000 : Bull : Hunter Lasky
- 2001 : American Experience : Samuel Liebowitz (voix)
- 2002 / 2017 : American Masters : Le narrateur (voix)
- 2003 : Freedom: A History of Us : Lieutenant Harry Rennagel / Rutherford B. Hayes (voix)
- 2004 : Frasier : Morrie (voix)
- 2006 : Monk : David Ruskin
- 2006 : 3 lbs. : Dr Douglas Hanson
- 2007 - 2008 : Urgences (ER) : Dr Kevin Moretti
- 2012 : 30 Rock : Henry Warren
- 2012 : Robot Chicken : L'oncle riche / Un invité (voix)
- 2014 : American Dad! : Lorenzo (voix)
- 2014 - 2015 / 2020 : BoJack Horseman : Herb Kazzaz / Mr Liberatore (voix)
- 2015 : Fortitude : Inspecteur chef Morton
- 2017 : Feud : Jack Warner
- 2019 : Limetown : Emile Haddock
- 2020 - 2022 : Central Park : Bitsy Brandenham (voix)
- 2021 : La Fortuna : Frank Wild
- 2021 - 2023 : Moley : Oncle Mishmosh (voix)
- 2021 / 2023 : What If...? : Dr Abraham Erskine (voix)
- 2022 : Inside Man : Jefferson Grieff
- 2023 : Citadel : Bernard Orlick

#### Téléfilms
- 1987 : Chaque meurtre a son prix (en) (Kojak: The Price of Justice) de Alan Metzger : Le 1er Lieutenant
- 1990 : Contre toute évidence de Michael Switzer : Insp. Patrick McGuire
- 1998 : Winchell (en) de Paul Mazursky : Walter Winchell
- 2001 : Conspiration (Conspiracy) de Frank Pierson : Adolf Eichmann
- 2015 : Peter et Wendy de Diarmuid Lawrence : Capitaine Crochet

### Jeux vidéo
- 2005 : Robots : Herb Copperbottom (voix)

### Producteur
- 1996 : À table de lui-même
- 2000 : Joe Gould's Secret de lui-même
- 2007 : Blind Date de lui-même
- 2003 : The Mudge Boy de Michael Burke
- 2006 : 3 lbs. (5 épisodes)
- 2009 : Guy and Madeline on a Park Bench de Damien Chazelle (également distributeur)
- 2009 : Saint John of Las Vegas d'Hue Rhodes
- 2011 : Vine Talk (1 épisode, producteur exécutif)
- 2013 : Medora d'Andrew Cohn et Davy Rothbart (documentaire)
- 2014 : Park Bench with Steve Buscemi (13 épisodes)
- 2014 : A Good Job: Stories of the FDNY (documentaire)
- 2017 : Alberto Giacometti, The Final Portrait (Final Portrait) de lui-même

### Réalisateur
- 1998 : Les Imposteurs (The Impostors)
- 2000 : Joe Gould's Secret
- 2007 : Blind Date
- 2013 : Independent Lens (1 épisode)
- 2017 : Alberto Giacometti, The Final Portrait (Final Portrait)

### Scénariste
- 2013 : Independent Lens (documentaire, 1 épisode)
- 2017 : Alberto Giacometti, The Final Portrait (Final Portrait)

## Distinctions

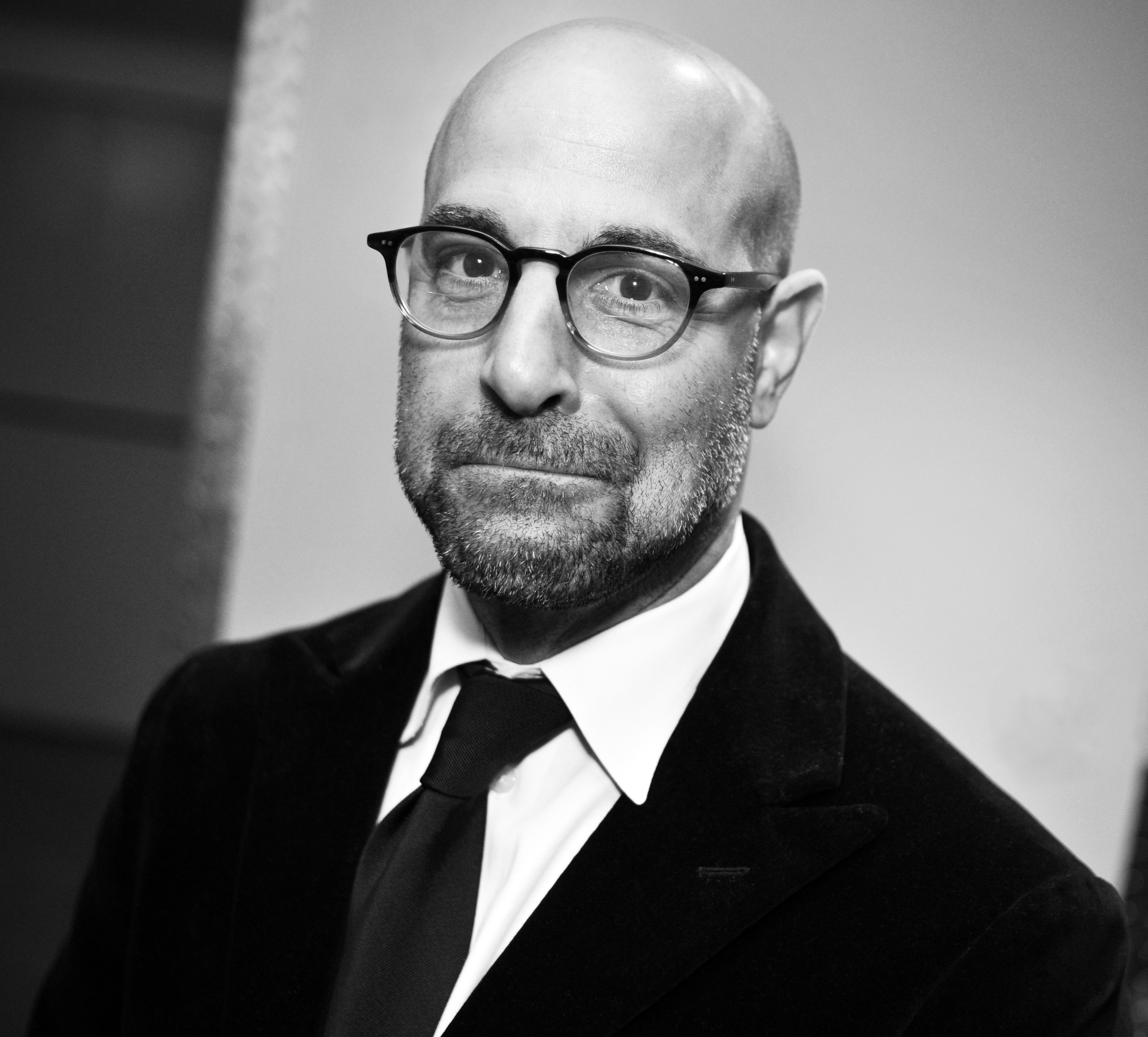
Aux James Beard Awards, en mai 2009.

Note : Cette section récapitule les principales récompenses et nominations obtenues par Stanley Tucci. Pour une liste plus complète, se référer au site IMDb.

### Récompenses
- Festival du cinéma américain de Deauville 1996 : Prix spécial du jury pour A table
- 1997 : Independent Spirit Award du premier scénario pour À table
- Boston society of film critics awards 1996 :
  - meilleur nouveau réalisateur pour A table
  - meilleur scénario pour A table
- New York Film Critics Circle Awards 1996 : meilleur premier film pour A table
- Festival du film de Sundance 1996 : Waldo Salt Screenwriting Award pour A table
- Satellite Awards 1997 : meilleur acteur dans un second rôle dans une minisérie ou un téléfilm pour Murder One
- Golden Globes 1999 : meilleur acteur dans une minisérie ou un téléfilm pour Winchell
- Primetime Emmy Awards 1999 : meilleur acteur dans une minisérie ou un téléfilm pour Winchell
- Golden Globes 2002 : meilleur acteur dans un second rôle dans une série, une minisérie ou un téléfilm pour Conspiration
- Primetime Emmy Awards 2007 : meilleur acteur invité dans une série télévisée comique pour Monk
- Gotham Independent Film Awards 2009 : Tribute Award
- Festival international du film de Santa Barbara 2010 : Cinema Vanguard Award pour Lovely Bones
- Film Independent's Spirit Awards 2012 : Robert Altman Award pour Margin Call[22]
- Gotham Independent Film Awards 2015 : meilleure distribution pour Spotlight
- Nevada Film Critics Society 2015 : meilleure distribution pour Spotlight
- Empire Awards 2016 : Hero Award
- Film Independent's Spirit Awards 2016 : Robert Altman Award pour Spotlight[22]
- Primetime Emmy Awards 2016 : meilleure série de variétés pour Park Bench with Steve Buscemi
- Screen Actors Guild Awards 2016 : meilleure distribution pour Spotlight

### Nominations
- Los Angeles Film Critics Association Awards 1996 : meilleur scénario pour A table
- Primetime Emmy Awards 1996 : meilleur acteur dans un second rôle dans une série télévisée dramatique pour Murder One
- Festival du film de Sundance 1996 : Prix du grand jury pour un film dramatique pour A table
- Chicago Film Critics Association Awards 1997 : meilleur scénario pour A table
- Film Independent's Spirit Awards 1997 : 
  - meilleur premier film pour A table
  - meilleur acteur pour A table
- National Society of Film Critics Awards 1997 : meilleur scenario pour A table
- Satellite Awards 1997 : meilleur acteur pour A table
- Screen Actors Guild Awards 1999 : meilleur acteur dans une minisérie ou un téléfilm pour Winchell
- Primetime Emmy Awards 2001 : meilleur acteur dans un second rôle dans une minisérie ou un téléfilm pour Conspiration
- Satellite Awards 2002 : meilleur acteur dans un second rôle dans une minisérie ou un téléfilm pour Conspiration
- Tony Awards 2003 : meilleur acteur dans une pièce pour Frankie and Johnny in the Clair de Lune[7]
- Grammy Awards 2008 : meilleur album pour enfants pour The One and Only Shrek, nomination partagée avec Meryl Streep
- Primetime Emmy Awards 2008 : meilleur acteur invité dans une série télévisée dramatique pour Urgences
- Boston society of film critics awards 2009 : meilleur acteur dans un second rôle pour Julie et Julia
- Chicago Film Critics Association Awards 2009 : meilleur acteur dans un second rôle pour Lovely Bones
- Dallas-Fort Worth Film Critics Association Awards 2009 : meilleur acteur dans un second rôle pour Lovely Bones
- Detroit Film Critics Society 2009 : meilleur acteur dans un second rôle pour Lovely Bones
- Houston Film Critics Society Awards 2009 : meilleur acteur dans un second rôle pour Lovely Bones
- Indiana Film Journalists Association 2009 : 
  - meilleur acteur dans un second rôle pour Lovely Bones
  - meilleur acteur dans un second rôle pour Julie et Julia
- San Diego Film Critics Society Awards 2009 : meilleur acteur dans un second rôle pour Lovely Bones
- St. Louis Film Critics Association 2009 : meilleur acteur dans un second rôle pour Lovely Bones
- Washington DC Area Film Critics Association Awards 2009 : meilleur acteur dans un second rôle pour Lovely Bones
- British Academy Television Awards 2010 : meilleur acteur dans un second rôle pour Lovely Bones
- Critics' Choice Movie Awards 2010 : meilleur acteur dans un second rôle pour Lovely Bones
- Denver Film Critics Society 2010 : meilleur acteur dans un second rôle pour Lovely Bones
- Golden Globes 2010 : meilleur acteur dans un second rôle pour Lovely Bones
- Irish Film and Television Awards 2010 : meilleur acteur international pour Lovely Bones
- Oscars 2010 : meilleur acteur dans un second rôle pour Lovely Bones
- Saturn Awards 2010 : meilleur acteur dans un second rôle pour Lovely Bones
- Screen Actors Guild Awards 2010 : meilleur acteur dans un second rôle pour Lovely Bones
- Vancouver Film Critics Circle 2010 : meilleur acteur dans un second rôle pour Lovely Bones
- Gotham Independent Film Awards 2011 : meilleure distribution pour Margin Call
- Phoenix Film Critics Society Awards 2011 : meilleure distribution pour Margin Call
- Central Ohio Film Critics Association Awards 2012 : meilleure distribution pour Margin Call
- Saturn Awards 2012 : meilleur acteur dans un second rôle pour Captain America: First Avenger
- Detroit Film Critics Society 2013 : meilleur acteur dans un second rôle pour Hunger Games: L'embrasement
- Primetime Emmy Awards 2014 : meilleure série exceptionnelle de documentaires ou de séries télévisées pour Park Bench with Steve Buscemi
- Satellite Awards 2017 : meilleur acteur dans un second rôle dans une minisérie ou un téléfilm pour Feud
- Primetime Emmy Awards 2017 : meilleur acteur dans un second rôle dans une minisérie ou un téléfilm pour Feud
- Critics' Choice Television Awards 2018 : meilleur acteur dans un second rôle dans une minisérie ou un téléfilm pour Feud

## Voix francophones
En France, Bernard Alane est la voix régulière de Stanley Tucci. Pierre-François Pistorio et Gérard Darier l'ont également doublé à six reprises. Il y a aussi Philippe Peythieu et Pierre Tessier qui l'ont doublé respectivement à quatre et trois occasions.
Au Québec, Jacques Lavallée est la voix régulière de l'acteur. Jean-Marie Moncelet et Daniel Lesourd  l'ont aussi doublé à quatre reprises tandis qu'Alain Zouvi l'a doublé à trois reprises.